# Ратко Павловић Ћићко
Ратко Павловић Ћићко  (Бериље, код Прокупља, 1. март 1913 — Стрезимировци, код Сурдулице, 26. април 1943) био је револуционар и песник, учесник Шпанског грађанског рата и Народноослободилачке борбе и народни херој Југославије.
Потицао је из црногорске ратничке породице и потомак је војводе Пека Павловића. Одрастао је са мајком и сестром, јер му је отац погинуо на Солунском фронту. Студирао је на Правном факултету у Београду, од 1932. године, а од 1933. је био члан илегалне КПЈ. Године 1935, као стипендиста Чешке банке је отишао на студије у Праг. Тамо је био веома активан међу југословенским студентима и био је председник Удружења југословенских студената и секретар једне од две партијске ћелије КПЈ.
Заједно са Вељком Влаховићем, био је организатор одласка југословенских студента из Прага у Шпанију, где су се у Шпанском грађанском рату борили против фашизма. Убрзо по доласку у Шпанију, био је тешко рањен. Након опоравка био је најпре политички комесар у Официрској школи, а потом је био у 129. интернационалној бригади. Након слома Шпанске републике, током 1939. и 1940. године, био је заточен у логору у Француској. Овде је такође, био биран за секретара партијске ћелије КПЈ. Године 1940. вратио се у Југославију.
Априлски рат 1941. године затекао га је на одслужењу војног рока. Након окупације, вратио се у родни крај, где је активно радио на организовању устанка у Топлици. Био је један од оснивача Топличког партизанског одреда, августа 1941. године. У току Народноослободилачког рата одиграо је значајну улогу у организовању и успешном руковођењу Народноослободилачке борбе на југу Србије, због чега је још у току рата постао легендарна личност. Погинуо је у борби с Бугарима, на југословенско-бугарској граници, крајем априла 1943. године, као командант Другог јужноморавског одреда.
Још у младости бавио се писањем песама, а током боравка у Шпанији, написао је песму Друговима из Андалузије и Астурије, која је 1938. године била објављена у књизи „Крв и живот за слободу“, у Барселони. У посебном сећању, остале су његове песме писане у писмима упућеним мајци и девојци.
За народног хероја проглашен је 9. маја 1945. године. У његову част село Парабућ, код Оџака, 1948. године понело је назив Ратково.

## Биографија

### Породица
Рођен је 1. марта 1913. године у селу Бериљу, код Прокупља.
Потицао је из старе црногорске ратничке породице Николић са Чева, која се у тек ослобођену јужну Србију, доселила 1880. године. Његов предак био је црногорски војвода Пеко Павловић, који се након Херцеговачког устанка, 1875. године сукобио са књазом Николом, па је 1880. напустио Кнежевину Црну Гору и са породицом се настанио у Кнежевини Србији, где му је кнез Милан Обреновић доделио пензију и кућу у Топлици, код Прокупља. Не дуго потом, Пеко је 1883. године, након Тимочке буне, пореметио односе са тада већ краљем Миланом, па је напустио Србију и отишао најпре у Кнежевину Бугарску, а потом у Русију.
Ратко није био директни потомак Пека Павловић, већ праунук његовог рођеног брата Крста Павловића. Раткови родитељи били су Вељко и Петрана. Вељко је био рођен у Бериљу, док је Петрана, била из села Косор, код Подгорице, из племена Куча. Ратко је рођен у току Првог балканског рата, док су његов отац и стричеви били у српској војсци. Године 1915, у току Првог светског рата, рођени су његови сестра и брат близанци — Вера и Витомир. За време Топличког устанка, 1917. године, кућа Павловића у Бериљу је била важно упориште устаника. Ратков стриц Божа Петровић је био писар код војводе Косте Војиновића, а у њиховој штали је био закопан војводин архив. Након слома устанка, Бугари су запалили кућу Павловића и све помоћне зграде, па је тако страдала и војводина архива. Том приликом, Бугари су убили Ратковог деду Лазара и стрица Петра, који је имао свега 16 година. Отац Вељко, борац Другог пешадијског гвозденог пука, као тешки рањеник са Солунског фронта, умро је 1918. године током боравка српске војске у Бизерти, у Тунису, док је стриц Крсто умро током боравка српске војске на Крфу. Рат су преживели само стричеви Љуба и Божо.
Послератни период био је изузетно тежак за Раткову мајку Петрану, која је остала сама са троје деце. Ноћу је шила, а преко дана су мужеви жена којима је шила обрађивали њихову земљу. Касније је морала земљу да да у закуп односно „наполицу”. Године 1925, као удовица солунског борца је од ратних обвезница добила кућу и имање у Кочану, у Македонији. Стриц Љубомир-Љуба, као солунски борац такође је добио имање у Македонији и тамо се колонизирао. Петрана није желела да се са децом сели у Македонију, па је остала у селу, а Љуба, који је тамо био управник једне фабрике пиринча, водио је бригу њеној кући и имању. Она је једном годишње одлазила тамо да узме кирију, прода сено и др.

### Школовање и Праг
Када је Ратко 1920. године стасао за полазак у основну школу, његова мајка Петрана није желела да је он похађа у оближњем селу Влахову или Житорађи, већ у Прокупљу. Иако неписмена, она је желела да њено двоје деце стекну добро образовање. Послала је молбу у Министарство просвете и вера у Београд и добила одобрење да њена деца Ратко и Вера основну школу похађају у Прокупљу.
Након завршене основне школе и пет разреда гимназије у Прокупљу, Ратко је отишао у Београд. Тамо је живео код стрица Боже Павловића и похађао гимназију и завршио шести разред. Почетком 1932. године је прешао у Лесковац, где је живео код мајчине сестре. Ту је завршио седми и осми разред гимназије и 1933. године матурирао. Након матуре, поново одлази у Београд где уписује Правни факултет. Још као гимназијалац, Ратко се издвајао од својих вршњака. Одлично је познавао историју и књижевност, па му је директор гимназије у Лесковцу омогућио да на Школском универзитету држи предавања за ђаке и професоре. У време Шестојануарске диктатуре, била је истицана идеја југословенства, па је једно Ратково предавање било посвећено Јосипу Јурају Штросмајеру. Такође, Ратко се укључио у напредни ђачки покрет и био изабран за председника напредне ђачке дружине. Као студент је изучавао стране језике и укључио се револуционарни студентски покрет на Београдском универзитету.
Исте године, када је уписао факултет, издао је у Лесковцу збирку песама Окови и без окова. Такође, своје текстове политичке и социјалне садржине објављивао у листу „Глас“ у Лесковцу. На самом почетку студија, 1933. године, био је примљен у чланство тада илегалне Комунистичке партије Југославије (КПЈ). За свега две године, Ратко је апсолвирао на Правном факултету и пријавио се на конкурс за студије финансија у Чехословачкој. У оквиру програма размене студената између Чешке банке и Народне банке Југославије, Ратко је школске 1935/36. године отишао у Праг. Као стипендиста, становао је студентском дому „Александар колеџ”, који је изградила чехословачка влада у знак пријатељства с Краљевином Југославијом. У њему је тада живело око 120 студената из Југославије и око 60 чешких студената. Неки од тадашњих југословенских студената, били су касније познати револуционари — Бранко Крсмановић, Мирко Ковачевић, Вељко Влаховић, Ахмет Фетахагић и др.
Током боравка у Прагу, Ратко се спријатељио с многим југословенским студентима, а пре свега са Лазаром Удовичким, с којим је заједно становао. Тадашњи југословенски студенти у Прагу, имали су чак девет удружења, али је главна подела била на националисте и комунисте. Ратко се истицао у групи студената-комуниста. Доста је читао, пре свега дела из марксизма, па је у то време већ био изграђени марксиста, који је скоро напамет знао „Комунистички манифест”. Јуна 1936. године, на крају школске године, студенти-комунисти су организовали велики збор против фашизма, који су подржали сви југословенски студенти, а Ратко је био један од говорника на митингу. У току лета 1936, пред отварање Светског омладинског конгреса у Женеви, Ратко и Вељко Влаховић су радили на састављању брошуре „Сви за мир — мир за све”. Ратко се са Вељком Влаховићем спријатељио још у Београду, а он је у Праг дошао бежећи од југословенске полиције. Септембра 1936. године, Раткови другови Вељко Влаховић и Лазар Удовички су учествовали на Светском омладинском конгресу, као део југословенске делегације, коју је предводио Иво Лола Рибар.
Почетком октобра 1936, одржана је годишња скупштина Академског друштва „Југославија”, које је окупљало сва стручна и завичајна удружења југословенских студената у Прагу, којих је тада било око 200. На овој скупштини био је изабран нови Управни одбор за чијег је председника био изабран Ратко Павловић, а један од чланова Управног одбора је био и Бранко Крсмановић.

### Одлазак у Шпанију
Јула 1936. године у Шпанији је дошло до војне побуне, која је прерасла у грађански рат, а већ у септембру Влада Шпанске републике је позвала све антифашисте да се у редовима Интернационалних бригада придруже шпанском народу у борби против фашизма. Такође, у новембру 1936. године у листу „Пролетер“ је био објављен чланак Јосипа Броза Тита, који је у име Централног комитета КП Југославије (ЦК КПЈ) позвао све комунисте и антифашисте да се укључе у одбрану Шпанске републике. Након тога, међу југословенским студентима-комунистима у Прагу, јавила се жеља да оду у Шпанију, па су се обратили ЦК КПЈ, с жељом да им одобри одлазак.
Како би успоставили везу са ЦК КПЈ, који је требало да им дозволи и омогући одлазак у Шпанију, Ратко Павловић Ћићко је децембра 1936. године отпутовао у Париз, где се тада налазило седиште ЦК КПЈ. По доласку у Париз Ћићко је дошао у књижару „Хоризонт”, где се јавио на везу Живојину Павловићу. Током краткотрајног боравка у Паризу, Ћићко је од Живојина Павловића сазнао многе тада непознате ствари о стању у КПЈ — да се у Централном комитету воде оштре борбе, да је Коминтерна оптужила секретара КПЈ Милана Горкића да ради на осамостаљивању КПЈ од Коминтерне и да је у Париз дошао специјални изасланик Коминтерне са задатком да среди стање у Централном комитету.
Још на почетку школске 1936/37. године, југословенски студенти-комунисти у Прагу су формирали две партијске ћелије. Прву ћелију су сачињавали студенти из „Алексанадр колеџа” — Вељко Влаховић, Бранко Крсмановић, Лазар Удовички, Марко Спахић и Ратко, као секретар, док су другу ћелију сачињавали студенти ван овог дома, међу којима су били — Илија Енгел, Оскар Данон, Иво Вејвода, Адела Бохуницки и Зора Гаврић. За то време у Москви су почињали судски процеси на којима су у току „велике чистке” осуђени многи револуционари, које је Стаљин оценио као своје непријатеље. Међу првим жртвама чистки били су стари бољшевици и Лењинови блиски сарадници — Лав Камењев и Григориј Зиновјев. Иако се у КПЈ у то време развијао дух „неприкосновеног веровања” у Стаљина, Ратко је међу својим друговима отворено иступао и критиковао ове процесе, сумњајући да се ради о суђењима издајницима, како је то представљао совјетски режим, већ о уклањању Стаљинове опозиције. Његови другови су били зачуђени оваквим његовим ставовима, али су га и поред тога Лазар Удовички и Бранко Крсмановић подржали, док су Марко Спахић и Вељко Влаховић ћутали. Ипак, оваква гледишта у другој партијској ћелији нису била примљена са равнодушношћу. Посебно га је била напала Адела Бохуницки, која га је чак и пријавила Коминтерни. 
На овакве Раткове ставове није утицала само прича Живојина Павловића о стању у КПЈ, већ је он током боравка у Прагу разрадио Стаљиново дело „Питања лењинизма” и сматрао га за удаљавање од марксизма. Због отвореног иступа против Стаљина Ратко је још у Прагу добио епитет „троцкисте”. У то време сви комунисти који нису одобравали Стаљинове чистке проглашавани су троцкистима, иако многи од њих нису имали никакве везе са Лавом Троцким и његовом теоријом комунизма.
Након сагласности руководства КПЈ да се на Прашком универзитету организује акција за добровољни одлазак југословенских комуниста и антифашиста у Шпанију, за ову акцију били су задужени Вељко Влаховић и Ратко Павловић. Они су знали да је пут за Шпанију веома дуг и опасан и да се ова акција мора веома добро и плански организовати. Главни део агитације извели су за време заједничког одмора на Крконошама, од 20. до 30. децембра, коме је присуствовало око тридесетак југословенских студената. Вељко и Ратко разговарали су понаособ са сваким од студената, па је већина учесника овог одмора, као и део другова из Прага, прихватила позив за одлазак у Шпанију и убрзо је била формирана група од 25 људи. Студенти из Прага су у Шпанију отишли у три групе. Прва група је отишла почетком јануара, у време божићног распуста, а друга најбројнија група је отишла 25. јануара. Како не бих били сумњиви, јер је тада владала забрана одласка у Шпанију, они су путовали су преко туристичке агенције, као студентска екскурзија за Париз, на студентску изложбу. Путовање кроз Нацистичка Њемачка је било веома рискантно, јер је Гестапо на свакој станици мотрио на „сумњиве путнике“ који би можда могли путовати у Шпанију. По доласку у Париз, обратили су се „партијској вези” односно Лабуду Кусовцу, који је радио у седишту француских синдиката, где је био центар за добровољце. Из Париза су возом кренули за Перпињан, град на југу Француске одакле су се аутобусима пребацили до границе, где су их прихватили припадници Народне републиканске армије.
У групи студената из Прага, која је дошла у Шпанију јануара 1937. године, поред Ратка Павловића, били су — Вељко Влаховић, Бранко Крсмановић, Мирко Ковачевић, Иван Турк, Лазар Латиновић, Илија Енгел, Анђелко Радошевић, Мирко Хорват, Сигберт Бастијанчић, Ахмет Фетахагић, Рудолф Јанхуба, Матија Шипрак, Лазар Удовички и Ратко Вујовић Чоче.

### Шпански грађански рат
По доласку у Шпанију, Ратко и његови другови су неколико дана боравили у Фигерасу, градићу на шпанско-француској граници. За то време су изводили војничку обуку, пошто већина њих није служила војску и није имала никакво војно искуство. Потом су првих дана фебруара пошли за Албасету, где се налазио центар Интернационалних бригада. Ту су били укључени у састав Интернационалног батаљона „Георги Димитров“ и после пар дана кренули на фронт у прве борбе. Шест дана су путовали до фронта, успут изводећи војну обуку.

Мајко!
Видим те како седиш сама
и тужиш у дну шљивика.
Мислиш: убили су га негде
ко зна код ког врбака
Шпанија? Где је та земља?
Да продам све до коже,
да ли бих за њега сазнала?
Он је тако слабуњав и жут
и ров за њега није.
Непријатељ је суров и љут,
а он не уме да се крије…

део из песме послате у писму мајци, 
У то време Франкове снаге су предузеле велику офанзиву на Мадрид, покушавши да га опколе с југа и пресеку железничку пругу Мадрид—Валенсија. Тешке борбе вођене су од 6. до 28. фебруара 1937. године, на реци Харами, десној притоци реке Тахо. Батаљон „Димитров” је ујутро 12. фебруара стигао на фронт, а већ сутрадан су отпочеле најжешће борбе које су се смењивале и дању и ноћу. Због јаког напада артиљерије, борци батаљона „Димитров” морали су се повлачити. Приликом повлачења, била су рањена тројица прашких студената — Вељко Влаховић, Мирко Хорват и Ратко Павловић. Влаховић је био тешко рањен и изгубио је ногу, док је Ратко Павловић био рањен у стомак.
Након рањавања, Ратко је био пребачен у бригадну болницу у градић Чинчон. После оздрављења, упућен је у Официрску школу у Розо Рубио, код Албасете. Ту је након завршене школе, био изабран за политичког комесара Словенске групе слушалаца и у њој је као наставник држао политичка предавања. Касније је био изабран и за политичког комесара Официрске школе, али је непрекидно имао жељу да иде на фронт. Готово својевољно је напустио школу и отишао је у 129. интернационалну бригаду, где је био политички комесар једне чете. Током рата добио је чин капетана Шпанске републиканске армије.
Током боравка у болници, Ратко је написао песму Нисам сам, коју је посветио Друговима из Андалузије и Астурије. Ова песма је 1938. године била објављена у књизи „Крв и живот за слободу“, која је била штампана у Барселони, у издању Федералне уније шпанских студената. Ова књига била је посвећена учешћу југословенских студената у борби шпанског народа.
За време Ратковог боравка у Шпанију, у руководству Комунистичке партије Југославије се водила борба за власт. Коминтерна је почетком 1937. године опозвала генералног секретара Милана Горкића и позвала га у Москву. За незваничног генералног секретара КПЈ био је именован Валтер, односно Јосип Броз Тито, али су се поред њега у борбу за место генералног секретара КПЈ укључила још двојица истакнутих комуниста — Благоје Паровић, који је био организатор пребацивања добровољаца у Шпанију и Петко Милетић, политички-затвореник на издржавању казне у Сремској Митровици. Како би се одржао на позицији генералног секретара КПЈ Јосип Броз је одмах спровео чистку свих Горкићевих кадрова у Централном комитету, а међу првима је страдао Живојин Павловић, који је средином 1937. године био ослобођен свих дужности. Сви комунисти који су били у вези са смењеним руководиоцима пали су у немилост и проглашени су „троцкистима”. Раткове везе са Живојином Павловићем и Благојем Паровићем, приликом пребацивања групе студената из Прага у Шпанију, само су пробудиле сумњу према њему.
У јеку борбе за место генералног секретара КПЈ, група од око 15 југословенских комуниста је у Барселони одржала тајни састанак, који се чето назива и Барселонски конгрес КПЈ. На овом састанку, коме је учествовао и Ратко Павловић Ћићко, упућено је писмо Коминтерни у коме се протестовало против — именовања анонимуса Валтера за привременог генералног секретара КПЈ и потискивања Милана Горкића и других кадрова из руководства КПЈ. Такође на састанку је дат предлог да за новог генералног секретара КПЈ буде изабран Петко Милетић, политички-затвореник родом из Црне Горе. Након добијања етикете „троцкисте” у Прагу, због отвореног критиковања „Стаљинових чистки”, као и повезаности са смењеним руководиоцем КПЈ Живојином Павловићем, ово је био нови Ратков „преступ” из перспективе новог руководства КПЈ на челу са Јосипом Брозом.

### Повратак у Југославију
После напуштања Шпаније, марта 1939. године, с групом југословенских интербригадиста прешао је у Француску. Ту су најпре три месеца били заточени у логору Сан Сепријен, а затим су били пребачени у логор Гирс, где се налазило преко 300 Југословена. Током боравка у логору Сан Сепријен, Ратко је био секретар партијске ћелије КПЈ. Након преласка у Гирс, Ратко је од стране других интербригадиста био изабран за партијског секретара, али је одлуком партијског комитета у целом логору за секретара био постављен Иван Гошњак.
Краљевина Југославија није желела да прими назад у земљу југословенске добровољце, па су они били приморани да остану у Француској. Један број добровољаца, међу којима и Ратко, имао је утицајне рођаке и пријатеље у Југославији, преко којих је могао да добије дозволу за повратак у земљу. Пошто је Комунистичка партија Југославија дала директиву да нико појединачно не напушта логор и да се не враћа у земљу, како би се због већег броја добровољаца у Француској, извршио притисак јавности на власт у Југославији да дозволи повратак свима. Ратков стриц Божа, који је живео у Београду, био је у време Топличког устанка 1917. године секретар војводе Косте Војиновића због чега је имао велики утицај у владајућим круговима и могао је лако да издејствује одобрење за Ратков повратак. Ипак, Ратко је прихватио директиву КПЈ и скоро годину дана је остао у логору, са својим друговима. Почетком 1940. године, када је у Европи већ избио Други светски рат, КПЈ је донела одлуку да се из логора свако извлачи и враћа у земљу како год може. Ратко је тада уз помоћ стрица добио дозволу за повратак и вратио се у Југославију, априла 1940. године.

### У Југославији
Након повратка у земљу, 1940. године, Ратко је дошао у родно село Бериље. Борбени народ Топлице је у годинама пред Други светски рат био поносан да су се у Шпанији против фашизма борила и тројица Топличана — Светислав Ђорђевић из Прокупља, Ратко Вукићевић из Претежана, код Блаца, који је погинуо као комесар чете у Шпанији и Ратко Павловић Ћићко. Од ове тројице најпопуларнији је био Ратко, чија су писма из Шпаније организовано била ношена и читана на одређеним партијским и скојевским скуповима. Та писма, посебно због песама писаних у њима, имала су велики утицај на опредељивање омладине.
Кућа Раткове мајке Петране у Бериљу, након његовог доласка, претворила се у окупљалиште људи из села, студената, радника и других, који су долазили са жељом да виде Ратка и чују његове приче из рата и борбе шпанског народа. У то време, власти Краљевине Југославије су познате комунисте, револуционаре и бивше шпанске борце хапсиле у упућивале у концентрационе логоре, од којих је најпознатији био логор у Билећи. Како би се што пре решиле присуства Ратка у народу, власти су га крајем године упутиле на одслужење кадровског војног рока. Вероватно би он био затворен у неком од логора, али је на то утицао његов стриц Божа Павловић, па је позван у војску. Био је упућен у Македонију, у Штип.
У Југословенској војсци, током одслужења војног рока Ратка је посебно исмевао један капетан, командир његове јединице, када је сазнао да је Ратко имао чин капетана Шпанске републиканске армије. Почетак Априлског рата, 1941. године затекао га је на југословенско-бугарској граници, на планини Осогово. Био је у јединици у саставу Треће групе армије, под командом генерала Милана Недића. Услед јаког продора немачке 12. армије, ова армијска групација је доживела брз слом, а Вермахт је већ 7. априла заузео Скопље. Брзи слом војске, скоро без пружања отпора непријатељу, није деморалисао Ратка и он је одмах око себе окупио групу војника из јужне Србије и с њима кренуо из Македоније у Топлицу.
За време боравка у логорима у Француској, Ратко је од појединих југословенских комуниста био означен као „троцкиста”. Овоме је умногоме допринело његово слободно излагање у вези политичких процеса за време Стаљинове „велике чистке”. Због овакве осуде, по повратку у Југославију, Ратко није успостављао званичне везе са организацијом Комунистичке партије Југославије у Топлици, која је била обновљена током 1939. и 1940. године. Главни организатори обнављања организација КПЈ у Прокупљу били су инжењер Војкан Јеремић, који је тих година градио пругу Куршумлија—Приштина и Разуменка Поповић Зума професор Учитељско-домаћичке школе у Прокупљу. Пошто је обновљена партијска организација била малобројна, није био формиран окружни или срески, већ Месни комитет КПЈ за Топлицу и он је био повезан са Окружним комитетом КПЈ за Ниш. Од лета 1942. године партијска организација Топлице била је везана за Окружни комитет КПЈ за Лесковац, а у току 1944. године је био формиран засебни Окружни комитет КПЈ за Топлицу.

### Народноослободилачки рат

#### Организовање устанка
Приликом повратка из Македоније у Топлицу, Ратко није отишао кући, већ је најпре свратио у село Коњарник, код Житорађе, где се срео са својим школским другом и комунистом Војином Бајовићем Вуком. Овде су провели неколико дана у згради основне школе, јер је локални учитељ био члан КПЈ. Током боравка, они су одржали састанак са локалним комунистима и симпатизерима, на коме их је Ратко упознао са новонасталом војном и политичком ситуацијом. Потом је отишао код рођака у село Петровац, где је боравио у кући Драгољуба Петровића Радета. Ту је оставио оружје које понео са собом из војске и после неколико дана отишао у родно Бериље.
Као шпански добровољац и антифашиста, Ратко је већ од првих дана окупације знао да ће бити на удару окупационих власти, па је прешао у илегалност. На дан напада Сила осовине на Совјетски Савез, 22. јуна 1941. године, почео је отворени прогон и хапшење комуниста. Истог дана полиција из Прокупља је дошла у Бериље са задатком да ухапси Ратка, али је он пре тога напустио кућу и отишао у шуму. Пар дана потом се скривао код рођака, а онда је заједно са браћом Поповић — Светиславом Тилетом и Новицом направио једну колибу у шуми код села Растовница. Овде је Ратко имао свакодневне активности усмерене ка организовању покрета отпора. Тада је дошло и до првих контаката између њега и званичних представника КПЈ. Међу првима је дошао Васа Смајевић, члан Окружног комитета КПЈ за Ниш, који је с Ратком водио разговоре о припремама за организовање партизанског одреда у Топлици. Поред званичних представника КПЈ, контакт с Ратком су одржавали и други комунисти из Топлице — Радош Јовановић Сеља, Раде Ђорђевић Балонче, Војин Бајовић Вук, Видак Миловић и др.
Убрзо након 22. јуна, Ратку су се придружила двојица другова — Радивој Увалић Бата и Чеда Крушевац. Радивој је био шпански добровољац, а Чеда партијски емигрант из Париза. Као сарадници Мустафе Голубића, агента совјетске обавештајне службе НКВД, након његовог хапшења, почетком јуна 1941. године, они су напустили Београд и отишли на Пасјачу, где је Чеда имао рођаке. По доласку у Топлицу, ступили су у контакт са Ратком, кога је Радивој познавао још из Шпаније. Готово у исто време, у Топлицу је дошао и одмах се повезао са Ратком адвокат Рајко Јовановић, ранији функционер КПЈ, кога је Покрајински комитет КПЈ за Србију након 22. јуна упутио као испомоћ Окружном комитету КПЈ за Ниш, а овај га као свог делегата упутио у Топлицу. Према Бати и Чеди владало је велико неповерење партијске организације, јер су од вишег руководства били оцењени као „троцкисти”, док је Рајко био оцењен као „фракционаш” па није имао великог утицаја у руковођењу партијском организацијом.
Иако је према Ратку Павловићу владало одређено неповерење од стране партијске организације КПЈ — које је било засновано на ставу виших партијских форума да је самовољно напустио логор у Француској и тиме прекршио партијску дисциплину, Ћићко је имао велики углед међу народом и омладином у Топлици, а посебно међу члановима КПЈ и СКОЈ и њиховим симпатизерима. Чланови Месног комитета КПЈ за Топлицу, а пре свега Радош Јовановић Сеља и Раде Ђорђевић Балонче, пренели су Окружном комитету КПЈ за Ниш став да је без Ћићка немогуће покренути устанак у Топлици. Како би се превазишле одређене несугласице између Ратка и КПЈ, Василије Буха, инструктор Покрајинског комитета КПЈ за Србију у јужној Србији, крајем јула 1941. године, је позвао Ратка да дође у окупирани Ниш на разговор. Иако је овај пут до Ниша, као и сам одлазак у Ниш, представљао одређену опасност за Ћићкову безбедност, он је одлучио да пође на разговор. На путу ка Нишу, Ратко је заједно са Сељом Јовановићем, био заробљен од стране четника Косте Пећанца, али га је локални војвода ослободио знајући колики углед Ратко има међу народом. Након инцидента са четницима, Ратко и Сеља су одустали од даљег пута у Ниш и вратили се на Пасјачу. Након неуспелог доласка у Ниш, секретар Окружни комитет КПЈ за Ниш Сретен Младеновић Мика и инструктор Покрајинског комитета КПЈ за Србију Василије Буха донели су одлуку да се Ратко Павловић Ћићко врати у чланство КПЈ.

#### Формирање Одреда и прве акције
У близини манастира Ајдановац, недалеко од Прокупља, 3. августа 1941. године формиран је Топлички партизански одред. Одред је био формиран по одлуци Окружног комитета КПЈ за Ниш, али је његов организатор био Ратко Павловић Ћићко. На дан формирања имао је свега 30 бораца, углавном чланова КПЈ и СКОЈ-а из Прокупља и околине. Привремени командант одреда био је Ратко, а недуго потом био је формиран Штаб Одреда у коме је Ратко постављен за заменика команданта, док је на место команданта био постављен Елисије Поповски, такође шпански добровољац. Он је по партијском задатку био упућен у Македонију, али се на путу дуже задржао у Топлици, па је ту и остао. Био је познат под надимком Марко Шпанац, а у јужној Србији је остао све до априла 1943. године када је отишао у Македонију. За политичког комесара Одреда био је одређен Васа Смајевић, члан ОК КПЈ за Ниш, а за његовог заменика Никодије Стојановић Татко, учитељ. Иако Ћићко формално није био командант Одреда, он је планирао и руководио свим акцијама које је Одред вршио. Становништво Топлице доживљавало је Ратка као команданта партизана и вођу устанка.
Убрзо по формирању Одред је отпочео са првим акцијама — разоружавањем жандармеријских станица 13. августа у Великој Плани, 22. августа у Житорађи и 9. септембра у Александрову. Ћићко је руководио свим овим акцијама у којима су жандарми били разоружани и пуштени кућама. Након ових успешних акција жандарми из Житног Потока и Белољина, су сами напустили ова села и отишли у Прокупље. Ове акције коришћене су и за одржавање зборова на којима је сељацима говорено о циљевима Народноослободилачког покрета (НОП) и позивану су да га подрже и да му се придруже. Нарочито је био масован збор у Житном Потоку, где је тог дана био вашар, па је било и доста људи из околних села. На овом скупу говорили су Ратко и Рајко Јовановић.
У току септембра 1941. године, Одред је нарастао на преко 60 бораца, па је био подељен на две чете — Јастребачку и Пасјачку. За командира Јастребачке чете је био постављен Кирил Михајловски, а за командира Пасјачке чете је био постављен Ратко, док је му је заменик био његов друг Војин Бајовић Вук. Иако су четници Косте Пећанца почели отворено да сарађују са окупатором, руководство Топличког одреда је на Ратково залагање, чинило све да један део војвода и њихових четника приволи на сарадњу. Ова сарадња је у почетку била остварена са неколико војвода из околине Прокупља, али је у другој половини септембра у селу Горња Драгуша дошло до отвореног сукоба између партизана и четника Косте Пећанца.

#### Напад на Прокупље и четничка офанзива
Половином септембра, немачке окупационе снаге су повукле из Прокупља, Куршумлије и Блаца и скоро целу Топлицу предале на управљање Кости Пећанцу. Из Прокупља, Немци су се повукли 11. септембра, а за команданта града Коста је именовао попа Рашу Кнежевића. Након стварања слободне територије испод Јастрепца и око Пасјаче, руководство НОП-а у Топлици је донело одлуку да се изврши напад на Прокупље. Партијска организација из Прокупља је прикупила податке о бројности четника и жандарма у граду и почетком октобра их проследила партизанима. На основу прикупљених података, Ћићко је направио план напада. Топлички одред је тада имао преко 70 бораца, а како би акција била сигурније изведена, из Кукавичког партизанског одреда је била упућена једна чета, па су снаге за напад на Прокупље износиле преко 120 бораца.
Напад на Прокупље изведен је у ноћи 8/9. октобра 1941. године. Три партизанске чете су са три стране напале град, а изненађени четници и жандарми, њих око 100, углавном су се предали без борбе. Једино је мањи отпор био пружен у Соколани, али је и он био брзо сломљен. Током борби је погинуло 10 жандарма и четника, док су партизани имали само једног лакше рањеног борца. Партизани су запленили велику количину наоружања и друге војне опреме, спалили полицијску архиву и архиву среског начелства и из затвора ослободили 28 затвореника, од којих су осморица били заробљени партизани. Док су партизани боравили у Прокупљу, из правца Куршумлије је наишао путнички воз, па су сви путници изашли и Кирил Михајловски Грујица им је одржао говор. Партизани су тада стрељали шефа полиције Ацу Камперлића и двојицу љотићеваца. Неки од партизана тада су предлагали да седну у воз и оду у Куршумлију и изврше изненадни напад на „престоницу” Косте Пећанца, али је Ратко такав предлог одбио, не желећи да врши ризични напад пре направљеног плана. На његов предлог партизани су ујутро 9. октобра напустили Прокупље и пошли у правцу Видојевице, водећи са собом део заробљених четника и жандарма, који су били задужени да носе заплењени плен, а потом су пуштени кућама. Ћићко је изузетно био задовољан акцијом у Прокупљу, јер током ње није страдао ниједан борац, а био је и свестан колики ће одјек она имати на народ Топлице.
Коста Пећанац је био изненађен нападом партизана на Прокупље и у страху да Немци поново не окупирају територију коју су му дали на управљање, наредио је општу мобилизацију. Мобилизација се није односила само на његове четнике, већ и на све војне обвезнике, па је већина сељака мобилисана под претњом. Својим војводама, Коста је наредио да све мобилисане снаге јачине око 3.000 људи усмере ка Пасјачи и Видојевици, а он је свој Штаб сместио у Житном Потоку, одакле је руководио операцијом напада на партизане. Штаб Топличког одреда, а пре свега Ћићко и Марко Шпанац, који су били капетани Шпанске републиканске армије, знали су да иако бројнији четници немају борбену снагу и у сусрет њима послали су знатно мање партизанске јединице. Четничка офанзива трајала је од 12. до 14. октобра 1941. године, али је доживела општи неуспех. Сви четнички правци напада били су одбијени знатно мањим партизанским снагама. Најпре су разбијени четници војводе Илије, који се кретао од села Бучинце, а потом и четници војводе Бањца на Јовиним Ливадама. Најмасовнији четничке снаге попа Мике Поповића из Блаца и Мике Куштримовића из Доње Коњуше, бројале су више од 1.000 људи, али су и оне биле разбијене. У ствари, приликом напада партизана већина насилно мобилисаних четника се разбежала и настао је општи метеж, који је деморалисао и оне који су били вољни за борбу. Део мобилисаних четника који није побегао, али није желео ни борбу, партизани су поделили у три групе, којима су Ратко, Никодије Стојановић Татко и Кирил Михаловски Грујица одржали говоре и упознали их са циљевима Народноослободилачког покрета. Пошто је већина ових четника била из села око Куршумлије и Блаца, они су након тога отишли кућама. По доласку у своја села ови бивши четници били су прави агитатори НОП-а јер су људима причали о партизанима и њиховој борби, увеличавајући њихово бројно стање, а посебно о њиховом вођи Ратку Павловићу Ћићку.
У току офанзиве, војвода Јован Бабовић из Крушевице одбио је да нападне партизане, јер му се син Вукоје налазио у партизанима. Због овога, он је дошао у сукоб са војводом Миланом Пећанцем, Костиним сином, који се вратио у штаб свога оца. Чувши за поразе на Пасјачи, Јовиним Ливадама, Белом камену и Ђуровцу, Коста Пећанац је у току ноћи 13/14. октобра напустио Житни Поток и отишао у Куршумлију, чиме је ова офанзива и дефинитивно била завршена.

#### Командир Косаничке чете
Почетком новембра 1941. године у Топличком партизанском одреду је била формирана Трећа косаничка чета. Ова чета је била формирана од бораца издвојених из Пасјачке чете, као и новопридошлих бораца. Замисао Штаба Одреда, као и руководства НОП-а у Топлици, било је да ова чета оде на терен Соколовице и Ргајске планине, где би била створена нова база Народноослободилачког покрета и где би ова чета прерасла у Косанички одред. Косаница је била база четника Косте Пећанаца и рачунало се да ће се појавом партизана на овом терену разобличити издајничка политика Косте Пећанца. Због сложеног задатака који се налазио пред овом четом, за њеног командира је био постављен Ратко Павловић, а за политичког комесара Војкан Јеремић, који је 1940. године обновио партијску организацију у Куршумлији. Такође овој чети је била прикључена и група храбрих и одлучних бораца, међу којима је био Љубисав Рогановић, Сава Ераковић Страхиња и др.
Убрзо по формирању Косаничке чете, она је заједно са Пасјачком четом кренула према Радан планини, где су 7. новембра заједно са борцима Јабланичког партизанског одреда прославили Дан Октобарске револуције, а потом су учествовали у нападима на Лебане и рудник Леце. Напад на рудник извела је Косаничка чета у садејству са једном четом из Јабланичког одреда. У овом нападу је било заплењено доста робе, а најважнији је био динамит који је касније послужио за минирање железничке пруге према Скопљу и Солуну. Након овога Косаничка чета је прешла на територију Косанице, области насељеном Србима који су деценијама живели у рату са Арнаутима и Турцима на некадашњој српско—турској граници. Након окупације, овде је дошао и велики број протераних колониста са Косова, тако да је Коста Пећанац овде имао јако упориште. Крајем новембра Ћићко са четом обилази села Косанице — Добри Дол и Свињиште, где држи зборове на којима сељацима говори о циљевима партизанске борбе и разобличава издајничку политику Пећанца. Током боравка партизана у Добром Долу, они су покушали да спрече шверц дувана из Херцеговине, а у једном сукобу са партизанком патролом страдао је шверцер, син Срђана Ђуровића угледног сељака и четовође у селу, који је претходно прихватио сарадњу са партизанима. Након овог убиства настао је сукоб између партизана и Срађана Ђуровића, који је тражио крвну освету. Како би се избегао даљи сукоб, Ћићко доноси одлуку да са четом крене даље ка Иван кули. На овом путу, група Срђана Ђуровића из заседе напада партизане и убија борца Мију Филиповића. Након овога Ћићко доноси одлуку да са четом напусти терен Косанице и врати се на партизанску територију.
После напуштања Косанице, крајем новембра 1941. године, Ћићко је са својом четом кренуо према Крушевици, обилазећи околна села. Након тога је у Крушевици одржао велики збор, коме су присуствовали мештани из околних села. Ту им се придружио и бивши Пећанчев војвода Јован Бабић. Након тога је био организован збор у Широким Њивама, после чега је од новопридошлих бораца била формирана месна десетина. Косаничка чета се није дуго задржала на овом терену јер је Ћићко 3. децембра 1941. добио задатак од Штаба одреда да одмах крене према Топлици у правцу Блаца. Разлог ове наредбе је била припрема напада на Блаце с циљем да се из њега ослободи заробљена група партизана, коју су 29. новембра у близини села Здравиње заробили четници Косте Пећанца и предали војводи попу Мики Поповићу.
Ћићкова Косаничка чета је појачана месним четама из Гојиновца, Шишмановца и Прекадина у зору 5. децембра 1941. године стигла пред Блаце, где је са осталим снагама Топличког и Расиноског партизанског одреда учествовала у нападу на ово место. У брзом налету партизанских снага било је заузето читаво место изузев двоспратне зграде домаћичке школе у којој се утврдила група четника. Они су пружали јак отпор, па су били опкољени, а њихово уништење је безуспешно покушано и уз помоћ бомбаша. Око поднева се један део четника из школе предао, док се други део повукао у поткровље и одатле наставио да пружа отпор. Након што су ослобођени заробљени партизани, међу којима је био и Ћићков друг из Шпаније Радивој Увалић Бата, Штаб Одреда је донео одлуку о повлачењу из Блаца. Приликом напада била је заплењена већа количина наоружања и опреме, али су и претрпљени губици од четири погинула борца. Након напада Топлички партизански одред се сместио на терену села Гојиновац, Шишмановац, Прекадин, Горња и Доња Топоница. Сутрадан након напада, Ћићко је у Горњој Топоници присуствовао сахрани познатог партизанског борца Светислава Мирковића Ненада, студента медицине и одржао опроштајни говор.
Након напада на Блаце, Штаб Топличког одреда је водио успешне преговоре са четничким командантом Прокупља официром Ацом Поповићем и постигао споразум да једна чета партизана уђе у град и држи власт. Како се не би привукла пажња Косте Пећанца и Немаца, партизанска чета је у граду боравила илегално као четничка јединица. За овај задатак у Топличком одреду је била формирана посебна чета на чијем је био командант Димитрије Писковић Трнавац, а политички комесар Милић Ракић. Ова чета држала је власт у Прокупљу уз помоћ тамошње партијске организације КПЈ и месне чете под командом Љубинка Несторовића Озрена, све до уласка Бугара у Прокупље 9. јануара 1942. године.
Средином децембра 1941. године одржане су партијске конференције — чланова КПЈ у Топличком одреду, одржана на Белом Камену и политичких радника који су деловали у позадини, одржана на Пасјачи. Ово је била Друга партијска конференција Топличког партизанског одреда и одржана је 14. децембра 1941. године на Белом Камену. Конференцијом је председавао секретар Окружног комитета КПЈ за Ниш Сретен Младеновић Мика и на њој је Ратко Павловић Ћићко био критикован због „слабог руковођења и неактивности”, разрешен са дужности командира Косаничке партизанске чете и враћен у Штаб Одреда.

#### Долазак Бугара и смењивање Штаба Одреда
На основу договора између немачких и бугарских окупационих снага на окупираном подручју Србији, 1. јануара 1942. године Први бугарски окупациони корпус је отпочео смену немачке 717. посадне дивизије у југоисточној Србији. До 20. јануара Први бугарски корпус састављен од 6, 17. и 21. дивизије завршио је смену немачких снага на подручју ограниченом линијом Рготина—Злот—Деспотовац—Јасеново—Милешево са севера, Крагујевац—Краљево—Косовска Митровица са запада и ранијом демаркационом линијом између немачке и бугарске окупационе зоне са истока. Штаб бугарског корпуса био је смештен у Нишу, а Штаб 17. бугарске пешадијске дивизије у Прокупљу.
Долазак бугарских снага у Топлицу, код већине становништва је пробудио страх и подсећање на ужасне злочине које су Бугари вршили за време окупације у Првом светском рату, а посебно током гушења Топличког устанка 1917. године. Узнемирени сељаци одлазили су појединачно или у групама на Пасјачу с циљем да се састану са Ћићком и од њега траже објашњење новонастале ситуације. Многи од њих, у страху од терора, давали су савете да партизани први не започињу борбу с Бугарима. Не дуго по доласку Бугара, партизани су на Пасјачи и Белом Камену у ноћи 13/14. јануара организовали дочек Нове године по старом календару, коме је присуствовао велики број сељака из околних села. Одмах након тога Штаб Одреда је донео одлуку да се један број бораца отпусти из Одреда, а остатак подели у мање групе. Ова одлука донета је самостално, без сагласности Окружног комитета КПЈ за Ниш, јер се његов секретар Сретен Младеновић Мика тада налазио на Озрену. Он се одмах по добијању информације о разбијању Одреда вратио у Топлицу и повео иницијативу за повратак бораца у Одред, називајући овакву одлуку руководства Одреда за опортунизам.

### Погибија
Ратко Павловић Ћићко је погинуо као командант Другог јужноморавског партизанског одреда у борби против бугарских јединица код села Стрезимировци 26. априла 1943. године, на југословенско-бугарској граници.
Неколико дана након Раткове погибије, 12. маја 1943. године Штаб Другог јужноморавског одреда је упутио писмо Ратковој мајци Петрани у којем је обавестио о погибији њеног сина. Део из овог писма гласи:
| „ | Са осећањем тешког бола, јављамо тужну вест да је твој син Ратко витешки пао 26. априла 1943. године у 19 часова и 10 минута на старој бугарско—југословенској граници, код села Стразимировци. Твој син, мајко, пао је у борби против крвавог бугарског окупатора, пао је светећи крв стотина хиљада српских синова и кћери, које је зверски бугарски окупатор разнео оштрицама бајонета. Пао је борећи се за слободу свога народа, борећи се за отаџбину, пао је херојски у најсветлијој борби, умро је узвишеном смрћу, умро је смрћу из које ће синути као сунце слобода окрвављеном српском народу. Мајко великог српског сина, твој губитак је тежак и болан, али је његова смрт узвишена па не оплакуј, већ се таквом смрћу дичи. Пао је твој син Ратко Павловић попут славних српских витезова, те поносно и гордо стегни срце и не пуштај сузе. Сузе не проливај — његова је смрт узвишена. Из крви твога сина нићи ће златна слова на страницама српске историје, по парковима величанствени споменици. | ” |

## Народни херој
Одлуком Председништва Антифашистичког већа народног ослобођења Југославије (АВНОЈ), а на предлог маршала Југославије Јосипа Броза Тита, на дан капитулације Трећег рајха 9. маја 1945. године за осведочена херојска дела на бојном пољу Ратко Павловић Ћићко проглашен је за народног хероја Југославије. Одлуком Президијума Врховног совјета СССР-а, као истакнути борац против фашизма, одликован је Орденом отаџбинског рата првог степена.
У време колонизације Војводине, у село Парабућ, у општини Оџаци у Бачкој, насељени су колонисти из Топлице и Лесковца, па је ово село 1948. године преименовано у Ратково. У центру села му је 29. новембра 1961. године откривена спомен-биста, рад вајара Р. Будисављевића. На постаменту овог споменика цитиран је део писма које је из Албасете написао мајци — Буди поносна мајко јер крв коју сам пролио, није проливена узалуд. Она ће натопити земљу из које ће нићи нови свет.
Поред споменика у Раткову, народном хероју Ратку Павловићу Ћићку подигнуто је још неколико спомен-обележја. У Прокупљу се налазе две спомен-бисте — у центру града, где су 1955. године пренети и сахрањени његови посмртни остаци и у кругу касарне Војске Србије која носи његово име, подигнуто 1966. године. У његовом родном селу Бериљу, на згаришту његове родне куће 1958. године је подигнута спомен-биста, рад вајара Сретена Стојановића.
Његово име носи преко 30 улица на територији Републике Србије, а неки од градова, са улицом која носи његово име, су — Врање, Београд, Зрењанин, Крагујевац, Краљево, Куршумлија, Лесковац и Ниш. Поред улица, име Ратка Павловића носе и две основне школе — у Прокупљу, која је ово име добила 1956. године и у Раткову, која је ово име добила 1959. године.
О животу Ратка Павловића Ћићка снимљено је и неколико документарних филмова. Године 1973. редитељ Божидар Калезић снимо је документарни филм  „Легенда о Ћићку”, у коме је Ратков лик тумачио глумац Бошко Пулетић. Године 1980. редитељ Зоран Предић је у оквиру серијала „Ликови револуције”, на Телевизији Београд, снимио документарну емисију о Ратку Павловићу Ћићку.
Животни пут и трагична судбина Ратка Павловић била је тема многих књижевних аутора. Године 1958. књижевник и Ћићков саборац Миливоје Перовић написао је књигу „Хроника о Ћићку”. Након тога написана су два романа, у којима су главни ликови ових романа били базирани на личности Ратка Павловића Ћићка. Први такав роман под називом „Варнице под пепелом”, аутора Радисава Величковића, првоборца из Топлице, објављен је 1970. године. У овом роману Ћићков лик се појавио под именом Милан Орловић Вељко, али је и поред тога био лако препознатљив. Овај роман покренуо је полемику у „Топличким новинама”, али није изазвао веће реакције друштвено-политичких организација. Други роман о Ћићку под називом „Кнез таме”, аутора Радослава Војводића, објављен је 1971. године. У овом роману главни лик Мићун Маћинац пише сценарио за филм о револуцији у Топлици и том приликом покреће питање погибије партизанског команданта Баће Југовића, лика који је базиран на личности Ратка Павловића. Поред приче о Ћићку, Војводић у свом роману покреће још једну тадашњу табу тему — троцкизам у Топлици и пише о убиству Чеде Крушевца, који је у роману приказан кроз лик Ратка Кораћа. За разлику од претходне, ова књига је изазвала оштре реакције друштвено-политичких организација и била је оцењена као клевета на рачун Савеза комуниста Југославије и Народноослободилачке борбе.